# Большой Гыжег
Большо́й Гы́жег — деревня в Ленском районе Архангельской области. Входит в состав Козьминского сельского поселения.

## География
Находится в юго-восточной части Архангельской области на расстоянии приблизительно 3 км на север от административного центра поселения села Козьмино на правобережье Вычегды.

## История
В 1859 году здесь (деревня Гыжег Яренского уезда Вологодской губернии) было учтено 18 дворов.

## Население
Численность населения: 94 человека (1859 год), 9 (русские 100 %) в 2002 году, 2 в 2010.